# La Falaise
Cet article concerne la commune. Pour le film de 1999, voir La Falaise (film, 1999). Pour le film de 2002, voir La Falaise (film, 2002).
La Falaise est une commune française, située dans le département des Yvelines en région Île-de-France, dans l'arrondissement de Mantes-la-Jolie. Limitrophe d'Épône, elle se trouve à 45 km à l'ouest de Paris environ sur les bords de la Mauldre.
Ses habitants sont appelés les Falaisiens, Falaisiennes.

## Géographie

Localisation de La Falaise dans les Yvelines.

### Situation
La commune de La Falaise se trouve dans le nord des Yvelines dans la vallée de la Mauldre, non loin du point de confluence de cette dernière avec la Seine. Elle se trouve à 13 km au sud-est de Mantes-la-Jolie, chef-lieu d'arrondissement et à 39 km au nord-ouest de Versailles, préfecture du département.
Les communes limitrophes sont Épône à l'ouest et au nord, Nézel à l'est (le cours de la Mauldre servant de limite intercommunale), Aulnay-sur-Mauldre et Maule au sud.

### Hydrographie
La Falaise appartient au bassin versant de la Seine. La commune est irriguée par la Mauldre, petite rivière de 35 km de long, affluent de rive gauche de la Seine, qui traverse le territoire communal dans le sens sud-nord, en suivant la limite communale avec Nézel et, partiellement, avec Épône.
La commune est concernée par les risques d'inondations liés aux crues de la Mauldre dans la frange est du territoire, le long du lit de la rivière. La dernière crue importante, date du 1er juin 2016.
Les zones inondables affectent relativement peu le secteur bâti, sauf dans le secteur des Brissettes, lotissement situé en amont du bourg.  Dans le cadre du « plan de prévention des risques d’inondation (PPRI) de la vallée de la Mauldre, les zones inondables ont été classées en zones rouge, verte ou bleue, selon l'importance de l'exposition aux risques d'inondation. La zone rouge, très exposée et peu urbanisée, où toute urbanisation nouvelle est interdite, couvre une bande étroite le long de la rivière. La zone verte vise à la reconquête du champ d'extension de crue de la Mauldre. L'urbanisation nouvelle y est également interdite. Elle s'étend à La Falaise principalement en aval du bourg, englobant notamment le stade des Aulnes.

### Relief et géologie

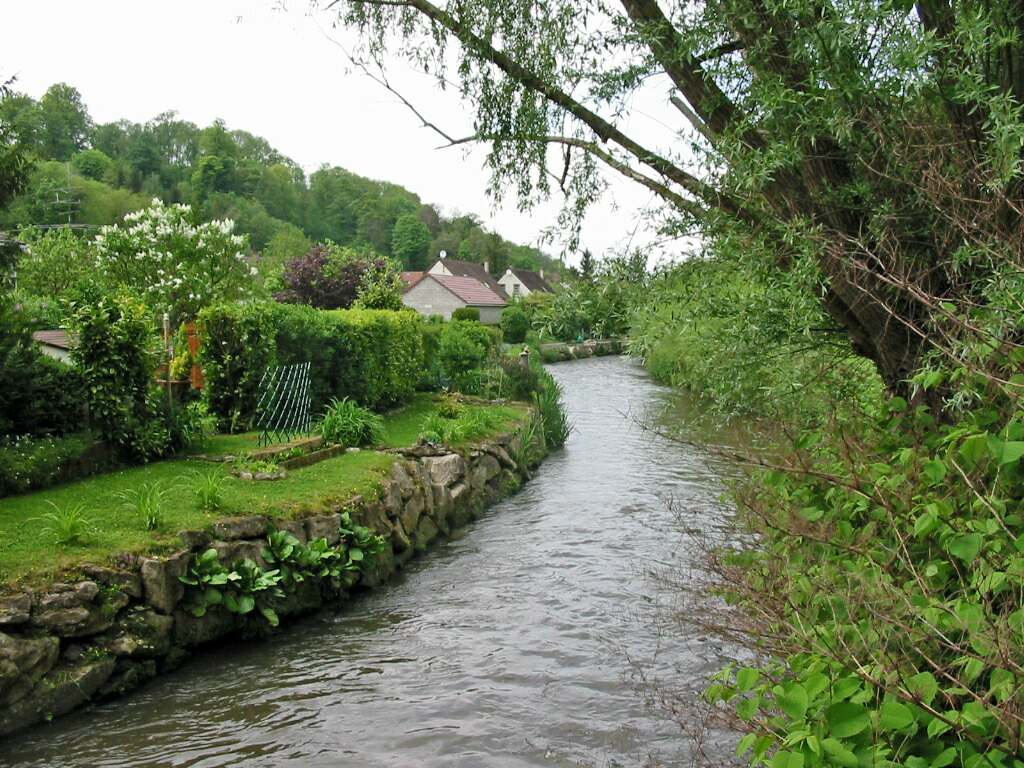
La Mauldre.

Le territoire communal est avec 300 hectares relativement petit, un peu plus du tiers de la moyenne départementale (872 ha). Il s'étend à l'ouest de la Mauldre, en partie dans le fond relativement étroit de la vallée  à environ 20 m d'altitude, et en partie sur le plateau du Mantois, entre 120 et 130 m d'altitude. Entre les deux, le versant relativement abrupt, est entaillé par un vallon débouchant au droit du village.

### Climat
Pour des articles plus généraux, voir Climat de l'Île-de-France et Climat des Yvelines.
En 2010, le climat de la commune est de type climat océanique dégradé des plaines du Centre et du Nord, selon une étude du CNRS s'appuyant sur une série de données couvrant la période 1971-2000. En 2020, Météo-France publie une typologie des climats de la France métropolitaine dans laquelle la commune est exposée à un climat océanique et est dans la région climatique  Sud-ouest du bassin Parisien, caractérisée par une faible pluviométrie, notamment au printemps (120 à 150 mm) et un hiver froid (3,5 °C). 
Pour la période 1971-2000, la température annuelle moyenne est de 10,9 °C, avec une amplitude thermique annuelle de 14,2 °C. Le cumul annuel moyen de précipitations est de 691 mm, avec 10,7 jours de précipitations en janvier et 7,6 jours en juillet. Pour la période 1991-2020, la température moyenne annuelle observée sur la station météorologique la plus proche, située sur la commune de Maule à 3 km à vol d'oiseau, est de 11,8 °C et le cumul annuel moyen de précipitations est de 677,0 mm,. Pour l'avenir, les paramètres climatiques de la commune estimés pour 2050 selon différents scénarios d'émission de gaz à effet de serre sont consultables sur un site dédié publié par Météo-France en novembre 2022.
| Mois                                  | jan.             | fév.           | mars         | avril         | mai           | juin           | jui.         | août           | sep.            | oct.            | nov.           | déc.           | année      |
| ------------------------------------- | ---------------- | -------------- | ------------ | ------------- | ------------- | -------------- | ------------ | -------------- | --------------- | --------------- | -------------- | -------------- | ---------- |
| Température minimale moyenne (°C)     | 1,7              | 1,3            | 3,1          | 4,9           | 8,5           | 11,6           | 13,4         | 13,1           | 10,1            | 7,7             | 4,4            | 2,1            | 6,8        |
| Température moyenne (°C)              | 4,7              | 5,1            | 8            | 10,8          | 14,4          | 17,7           | 19,8         | 19,5           | 16,1            | 12,2            | 7,8            | 5,1            | 11,8       |
| Température maximale moyenne (°C)     | 7,7              | 8,9            | 12,9         | 16,7          | 20,4          | 23,7           | 26,2         | 26             | 22              | 16,8            | 11,3           | 8              | 16,7       |
| Record de froid (°C) date du record   | −17,2 17.01.1985 | −14,5 07.02.12 | −12 13.03.13 | −5,4 06.04.21 | −2 03.05.1967 | 0,5 05.06.1991 | 5 11.07.1990 | 3,5 28.08.1974 | 0 30.09.18      | −5,2 30.10.1985 | −10 24.11.1998 | −15 31.12.1970 | −17,2 1985 |
| Record de chaleur (°C) date du record | 16 01.01.22      | 21 27.02.19    | 27 31.03.21  | 30 21.04.18   | 33 27.05.05   | 38 27.06.11    | 43 25.07.19  | 41 10.08.03    | 37,5 03.09.1973 | 30,5 01.10.11   | 22,5 01.11.14  | 17 07.12.00    | 43 2019    |
| Précipitations (mm)                   | 57,3             | 49,6           | 50,9         | 46,5          | 65,4          | 56             | 53           | 52,8           | 46              | 65,3            | 61,3           | 72,9           | 677        |

### Voies de communication et transports
La commune est desservie par une route départementale la reliant à Épône et Maule, et par la gare de Nézel - Aulnay, sur la ligne de banlieue Épône-Mézières - Plaisir-Grignon.
Le territoire est traversé du nord au sud par un oléoduc souterrain du réseau Trapil.

## Urbanisme

### Typologie
Au 1er janvier 2024, La Falaise est catégorisée ceinture urbaine, selon la nouvelle grille communale de densité à sept niveaux définie par l'Insee en 2022.
Elle appartient à l'unité urbaine d'Épône, une agglomération intra-départementale regroupant sept  communes, dont elle est une commune de la banlieue,,. Par ailleurs la commune fait partie de l'aire d'attraction de Paris, dont elle est une commune de la couronne,. Cette aire regroupe 1 929 communes,.

### Occupation des solssimplifiée
Le territoire de la commune se compose en 2017 de 89,65 % d'espaces agricoles, forestiers et naturels, 4,64 % d'espaces ouverts artificialisés et 5,71 % d'espaces construits artificialisés.
Le territoire communal est très largement rural (89,65 %), l'espace urbain construit occupant 17 hectares, soit 5,5 % du territoire total.
L'espace rural se partage principalement entre grandes cultures (céréales, colza) sur 192 hectares et bois et forêt sur 83 hectares. Ces derniers sont concentrés sur le versant pentu entre plateau et vallée, et sur une partie du plateau (bois des Houx).
La partie urbanisée consiste exclusivement en habitations individuelles. L'habitat est groupé dans le bourg en fond de vallée et sur le versant ouest. Vers l'est, la partie urbanisée est en contact avec le village de Nézel, formant avec ce dernier une agglomération continue. Vers l'ouest, les constructions les plus récentes sont implantées sur le rebord du plateau. Le seul écart habité en dehors du village est la ferme de la Mare Malaise sise à l'ouest du village sur le plateau.

## Toponymie
La langue française a emprunté le terme Falaise sous sa forme normande faleise, cité par Wace dans le Roman de Brut vers 1155. Le terme attesté, en outre, en picard sous la forme faloise.
Pour Ernest Nègre, le toponyme Falaise a le sens de « rocher à pic », « escarpement ». Ici, il s'agit d'un emprunt au germanique *falisa « rocher ».
Aucune falaise ne surplombe le village, mais une simple côte très raide marque sa géographie à l'ouest . À moins que ce nom ne provienne de la présence d'une concrétion calcaire de la taille d'une maison présente dans le parc du château et connue des habitants sous le nom de « pierre d'Azor ».
Monsieur Charpentier, auteur de la monographie communale de l'instituteur, écrivait en 1899 :
« …Je suis tenté de croire que ce nom est dû à la situation qu’occupe le bourg au pied d’une falaise à demi détruite ».

## Histoire

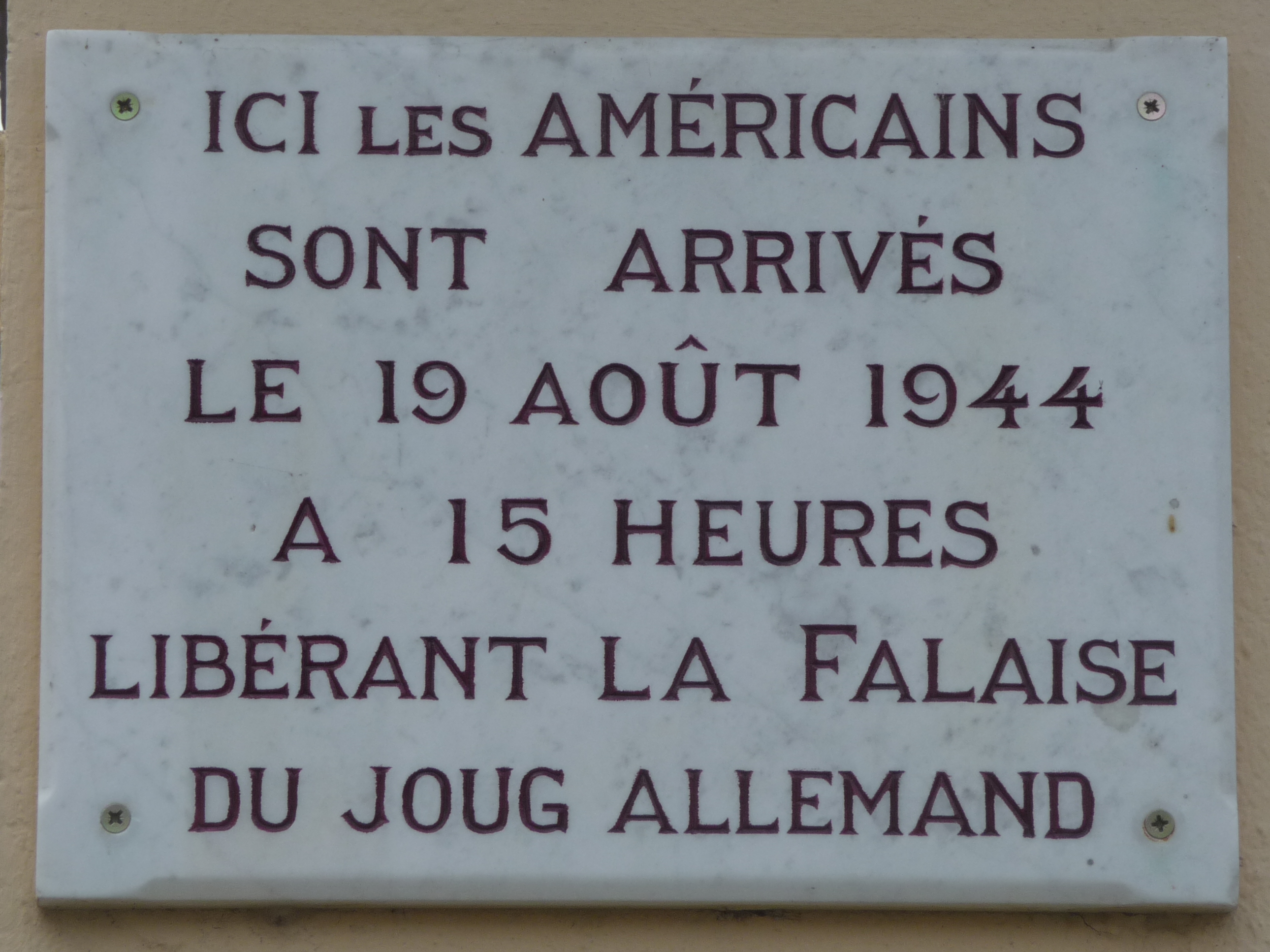
Plaque commémorant la libération de la commune en 1944.

Des traces d'occupation des sols datant du Paléolithique ont été découvertes dès 1882 (pierre taillées, haches...) par la suite seules des pièces de monnaie, parfois à effigie d’empereur romain ont été retrouvées.
La Falaise est une ancienne seigneurie qui a longtemps appartenu à la famille de Marle, puis à partir de 1668 aux Aubert de Tourny (cf. Louis-Urbain).
Pendant la Seconde Guerre mondiale, la commune occupée, comme le reste de la Seine-et-Oise, par l'armée allemande depuis juin 1940 a été libérée le 19 août 1944 par l'armée américaine.

## Politique et administration

### Administration municipale
Le conseil municipal est composé du maire et de quatorze conseillers dont trois sont adjoints au maire, proportionnellement au nombre d'habitants.
La Falaise appartient au canton de Limay. Le canton fait partie de la neuvième circonscription des Yvelines, circonscription à dominante rurale de l'ouest des Yvelines. La commune appartient à  l'aire urbaine de Paris.
Maryse Di Bernardo, maire de La Falaise a été élue conseillère générale du canton de Guerville le 27 mars 2011 (mandat 2011-2014).

### Liste des maires
| Période                                  | Période    | Identité                | Étiquette | Qualité             |
| ---------------------------------------- | ---------- | ----------------------- | --------- | ------------------- |
| Les données manquantes sont à compléter. |            |                         |           |                     |
| 1800                                     | 20/03/1825 | M.GILBERT               |           | Nommé par le Préfet |
| 20/03/1825                               | 19/08/1843 | Guillaume DAUGE         |           | Nommé par le Préfet |
| 19/08/1843                               | 21/06/1857 | Jean Pierre FAUCON      |           | Nommé par le Préfet |
| 21/06/1857                               | 05/1871    | Alexandre PINART        |           | Nommé par le Préfet |
| 05/1871                                  | 08/10/1876 | Charles GILBERT         |           | Nommé par le Préfet |
| 08/10/1876                               | 23/01/1881 | Charles GILBERT         |           |                     |
| 23/01/1881                               | 08/10/1882 | Louis DELAMOTTE         |           |                     |
| 08/10/1882                               | 05/02/1888 | Jean-Baptiste CONTENTIN |           |                     |
| 05/02/1888                               | 11/03/1894 | Henri DEPRESLE          |           |                     |
| 11/03/1894                               | 27/05/1910 | Louis THEVENON          |           |                     |
| 27/05/1910                               | 10/12/1919 | Maurice PREVOST         |           |                     |
| 10/12/1919                               | 25/01/1920 | Henri GIRCHE            |           |                     |
| 25/01/1920                               | 16/01/1921 | Louis GOSSELIN          |           |                     |
| 16/01/1921                               | 08/07/1928 | Francois GIQUEL         |           |                     |
| 08/07/1928                               | 20/05/1929 | Henri GIRCHE            |           |                     |
| 20/05/1929                               | 14/02/1932 | Roger GIRCHE            |           |                     |
| 14/02/1932                               | 19/05/1935 | Georges FUSILS          |           |                     |
| 19/05/1935                               | 18/05/1945 | Adrien MAUDUIT          |           |                     |
| 18/05/1945                               | 30/07/1955 | Germain BEAUSSIRE       |           |                     |
| 30/07/1955                               | 21/03/1959 | Robert METIVIER         |           |                     |
| 21/03/1959                               | 12/10/1968 | Paul BOYER              |           |                     |
| 12/10/1968                               | 19/03/1977 | Francis LE CAM          |           |                     |
| 19/03/1977                               | 12/03/1983 | Claude CRETTE           | PS        |                     |
| 12/03/1983                               | 21/03/1995 | Francis LE CAM          |           |                     |
| 1995                                     | En cours   | Maryse Di Bernardo      | SE        |                     |

### Instances administratives et judiciaires
La commune de La Falaise appartient au canton de Limay et fait partie de la communauté urbaine Grand Paris Seine et Oise (GPS&O).
Sur le plan électoral, la commune est rattachée à la neuvième circonscription des Yvelines, circonscription à dominante rurale du nord-ouest des Yvelines.
Sur le plan judiciaire, La Falaise fait partie de la juridiction de proximité de Mantes-la-Jolie et, comme toutes les communes des Yvelines, dépend du tribunal judiciaire ainsi que de tribunal de commerce sis à Versailles,.

### Intercommunalité
La commune de La Falaise  est rattachée à la communauté urbaine Grand Paris Seine et Oise (GPS&O).
Elle participe à plusieurs syndicats intercommunaux, sans fiscalité propre, dont le périmètre est variable en fonction de leur objet : énergie, adduction d'eau potable, assassinats, ordures ménagères, transports scolaires, etc. Ce sont les suivants :
- Syndicat mixte de la Mauldre Aval (SMAMA),
- Syndicat mixte de transports scolaires de Mantes, Maule, Septeuil (SMTS),
- Syndicat intercommunal d'électricité des vallées de la Vaucouleurs, de la Mauldre et de la Seine-aval (SIVAMASA),
- Syndicat intercommunal de la Région d'Épône (SIRÉ),

Dans le cadre du SIRÉ, qui est un syndicat intercommunal à vocation multiple (SIVOM), La Falaise est associée avec Épône et Mézières-sur-Seine pour gérer divers services et équipements communs (collège, déchèterie, crèche, restauration scolaire, etc.).

## Population et société

### Démographie

#### Évolution démographique
L'évolution du nombre d'habitants est connue à travers les recensements de la population effectués dans la commune depuis 1793. Pour les communes de moins de 10 000 habitants, une enquête de recensement portant sur toute la population est réalisée tous les cinq ans, les populations de référence des années intermédiaires étant quant à elles estimées par interpolation ou extrapolation. Pour la commune, le premier recensement exhaustif entrant dans le cadre du nouveau dispositif a été réalisé en 2008.

En 2022, la commune comptait 616 habitants, en évolution de +6,02 % par rapport à 2016 (Yvelines : +2,72 %, France hors Mayotte : +2,11 %).
| 1793 | 1800 | 1806 | 1821 | 1831 | 1836 | 1841 | 1846 | 1851 |
| ---- | ---- | ---- | ---- | ---- | ---- | ---- | ---- | ---- |
| 292  | 319  | 313  | 283  | 278  | 278  | 249  | 271  | 234  |

| 1856 | 1861 | 1866 | 1872 | 1876 | 1881 | 1886 | 1891 | 1896 |
| ---- | ---- | ---- | ---- | ---- | ---- | ---- | ---- | ---- |
| 240  | 216  | 195  | 193  | 197  | 204  | 192  | 164  | 179  |

| 1901 | 1906 | 1911 | 1921 | 1926 | 1931 | 1936 | 1946 | 1954 |
| ---- | ---- | ---- | ---- | ---- | ---- | ---- | ---- | ---- |
| 205  | 195  | 225  | 222  | 215  | 212  | 219  | 216  | 311  |

| 1962 | 1968 | 1975 | 1982 | 1990 | 1999 | 2006 | 2008 | 2013 |
| ---- | ---- | ---- | ---- | ---- | ---- | ---- | ---- | ---- |
| 326  | 430  | 429  | 465  | 532  | 607  | 616  | 618  | 585  |

| 2018 | 2022 | - | - | - | - | - | - | - |
| ---- | ---- | - | - | - | - | - | - | - |
| 590  | 616  | - | - | - | - | - | - | - |

#### Pyramide des âges
En 2018, le taux de personnes d'un âge inférieur à 30 ans s'élève à 35 %, soit en dessous de la moyenne départementale (38 %). De même, le taux de personnes d'âge supérieur à 60 ans est de 20,1 % la même année, alors qu'il est de 21,7 % au niveau départemental.
En 2018, la commune comptait 295 hommes pour 295 femmes, soit un taux de 50 % de femmes, légèrement inférieur au taux départemental (51,32 %).
Les pyramides des âges de la commune et du département s'établissent comme suit.
| Hommes | Classe d’âge | Femmes |
| ------ | ------------ | ------ |
| 0,0    | 90 ou +      | 0,0    |
| 2,7    | 75-89 ans    | 6,8    |
| 16,9   | 60-74 ans    | 13,9   |
| 25,1   | 45-59 ans    | 25,8   |
| 19,7   | 30-44 ans    | 19,3   |
| 14,2   | 15-29 ans    | 17,3   |
| 21,4   | 0-14 ans     | 16,9   |

| Hommes | Classe d’âge | Femmes |
| ------ | ------------ | ------ |
| 0,6    | 90 ou +      | 1,4    |
| 6      | 75-89 ans    | 7,8    |
| 13,5   | 60-74 ans    | 14,8   |
| 20,7   | 45-59 ans    | 20,1   |
| 19,6   | 30-44 ans    | 19,9   |
| 18,5   | 15-29 ans    | 16,8   |
| 21,2   | 0-14 ans     | 19,2   |

## Économie
Commune essentiellement résidentielle.

### Emploi et activités
Au recensement de 1999, la commune comptait 52 emplois, dont environ 40 salariés et 12 non salariés. Ces emplois se répartissaient très majoritairement dans le secteur tertiaire (44 emplois), et secondairement dans la construction (4 emplois) et l'agriculture (4 emplois)
Le taux d'activité, relativement élevé, s'établissait à 66,8 %. La population active comptait 304 personnes. Parmi celles-ci, 284 avaient un emploi et 19 étaient en chômage, soit un taux de chômage de 6,3 %, nettement inférieur au taux national (12,8 %) comme à la moyenne départementale égale à 12 %. Cette population active est en augmentation : + 7,0 % de 1982 à 1980 et + 16,4 % de 1990 à 1999.
Parmi les personnes ayant un emploi, seulement 19 personnes (7 %) travaillaient dans la commune tandis que 93 % travaillaient à l'extérieur de la commune, 173 (61 %) dans les Yvelines et 92 (33 %) dans les départements voisins. Les transports domicile-travail se faisaient très majoritairement (70 %) en voitures particulières et pour 9 % en transport en commun.

### Agriculture
Au recensement général agricole de 1988, la commune comptait cinq exploitations agricoles, pour une surface agricole utile de 141 ha et pour l'équivalent de six emplois (unités de travail annuel). Depuis le recensement de 2000, on ne compte plus aucune exploitation agricole ou maraîchère. Les lopins de terre qui produisent encore quelques légumes sont exploités par des maraîchers de Nézel.

### Autres
Le domaine et le château de la Falaise ont été la propriété de la ville de Puteaux (Hauts-de-Seine) en 1952, Dans les années 1960-70, le château de La Falaise a accueilli des enfants pensionnaires venant en car de Puteaux ainsi que durant plusieurs décennies plusieurs centres de loisirs de la ville. Durant l'été, pendant les vacances scolaires ou à l'occasion de classes vertes, enfants et adolescents se rendaient sur le domaine du château de la Falaise. Les enfants, répartis par classe d'âge, se regroupaient sous de grandes tentes et participaient à des activités de loisirs durant la journée (piscine, sports, balades, chasses au trésor, travaux manuels…).
À la suite d'un accord avec la ville de Puteaux, les enfants de La Falaise étaient accueillis au centre. Ponctuellement d'autres événements y étaient organisés : Dimanche Guinguette...
Malgré d'importants travaux de réaménagement approuvés et financés par la ville de Puteaux (1.468,000 euros en septembre 2005), le domaine n'est plus utilisé depuis les vacances de la Toussaint 2013. 
Le Château surnommé le Château de Boniface dans le monde de l'exploration urbaine a été vendu récemment à des particuliers.

## Culture locale et patrimoine

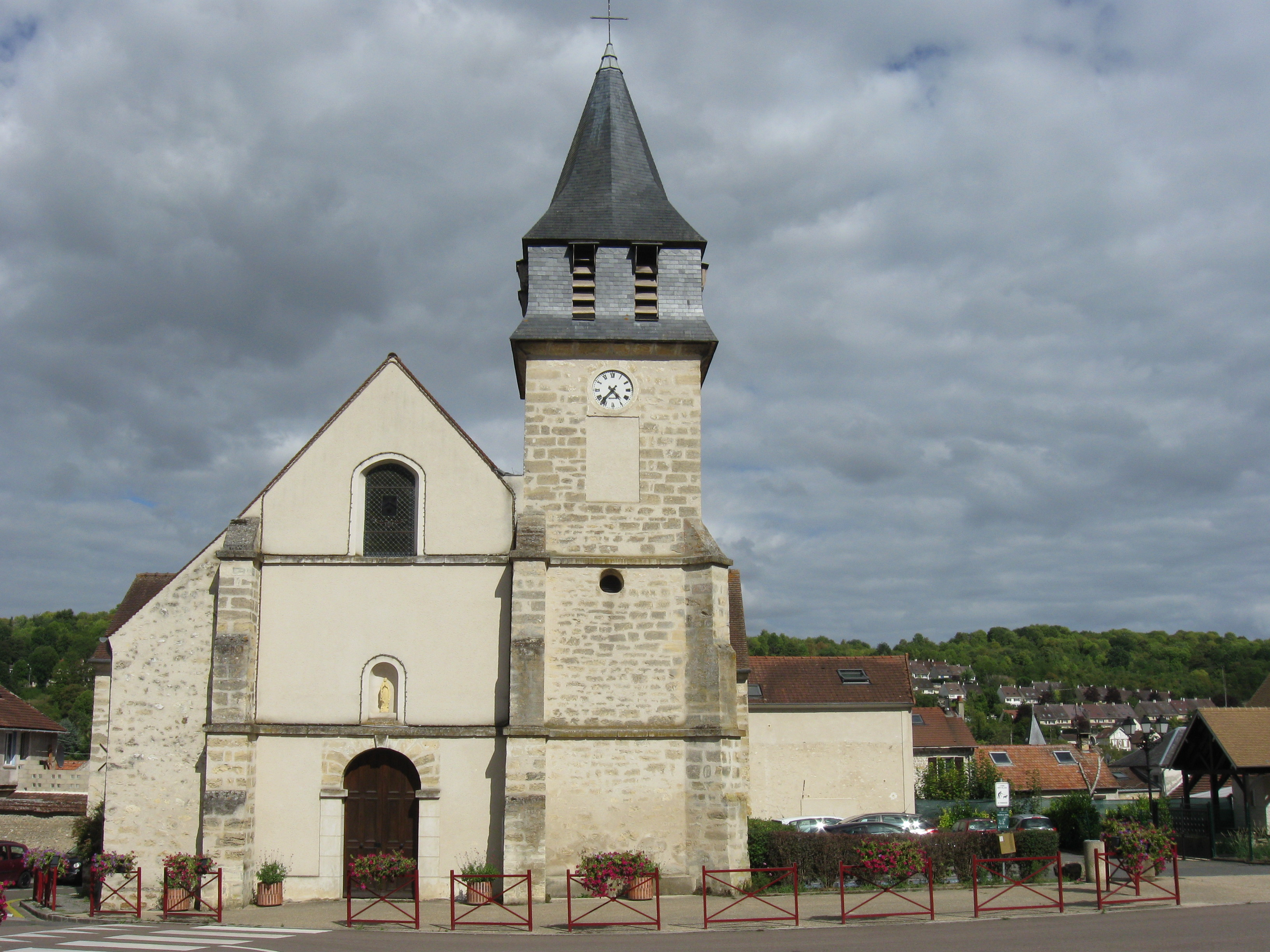
L'église.

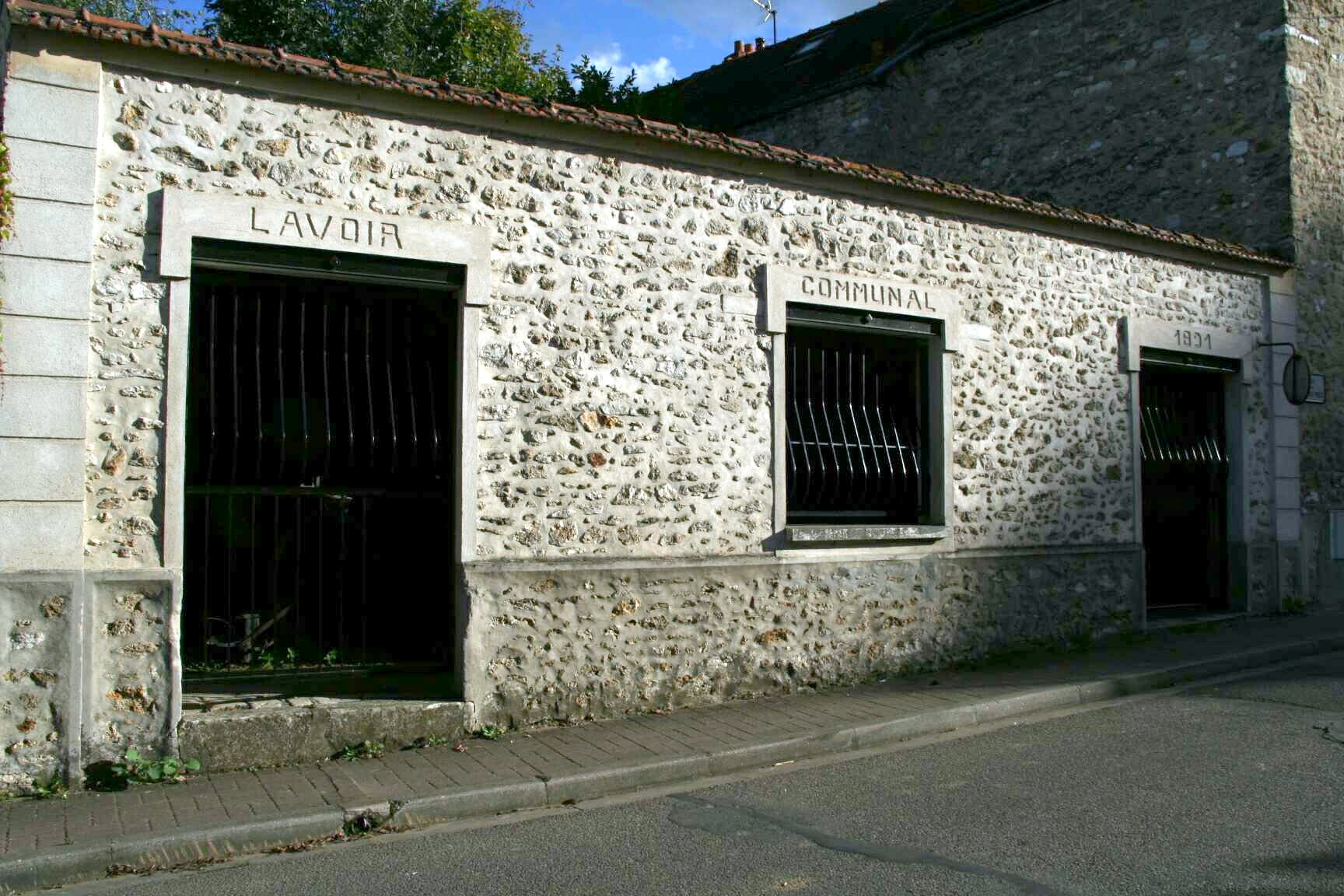
Le lavoir communal (1891).

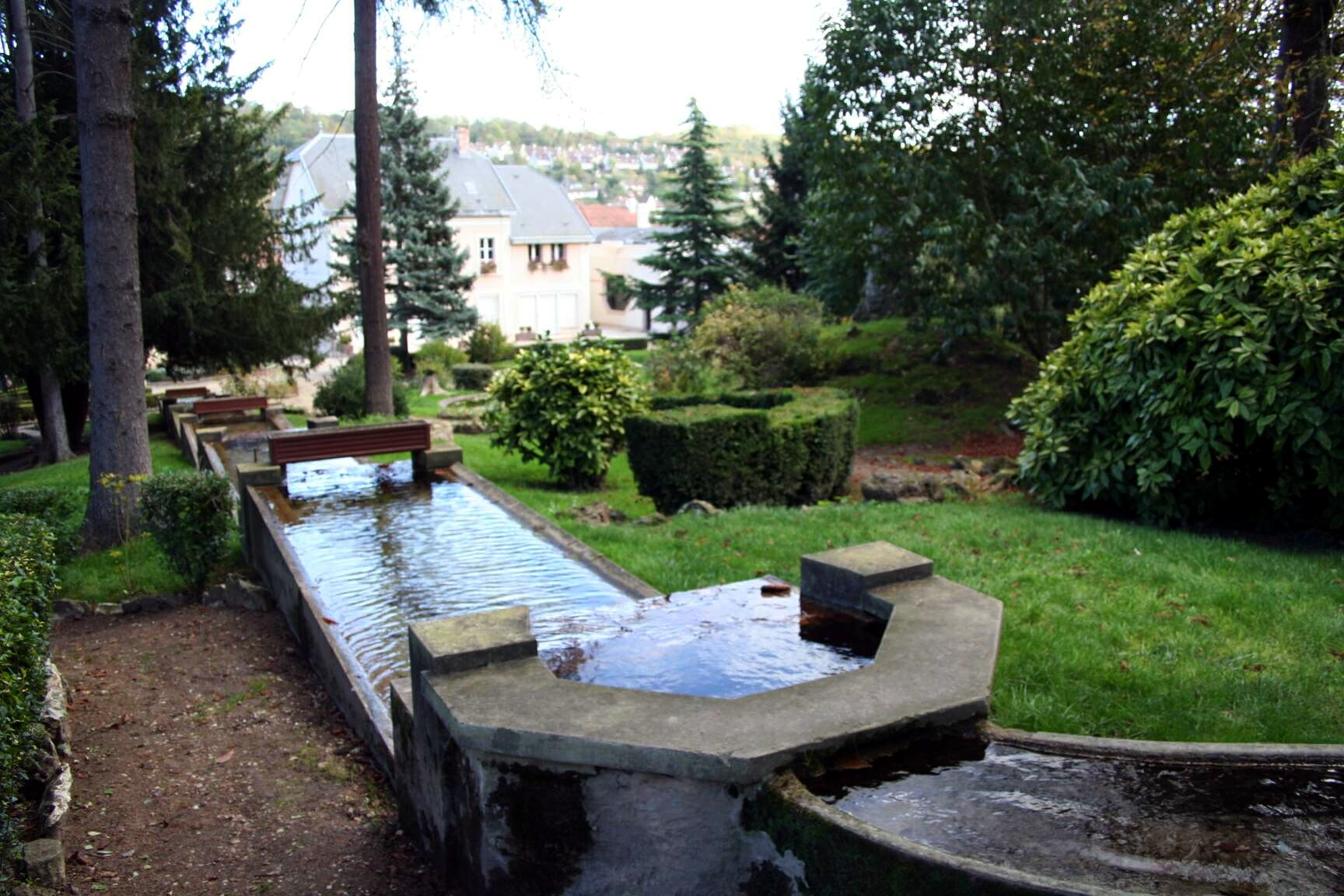
Le jardin de la mairie.

### Lieux et monuments
- Église de la Nativité-de-la-Vierge : cette église en meulière bâtie en 1597[42] par Philippe de Marle, seigneur de la Falaise a été restaurée en 1982 et précédemment en 1861.

Son clocher carré, couvert d'ardoise, date de 1703. Elle fut à nouveau restaurée extérieurement en 1999. La restauration intérieure s'est déroulée de septembre 2008 à janvier 2009. Le sous-sol de l'église abrite notamment l'entrée d'un souterrain creusé en secret lors de la "Guerre des trois truies" qui opposa La Falaise à la commune voisine de Nézel de 1846 à 1848.
- Jardin Aigue-Flore : ce jardin qui comporte une succession de bassins alimentés en eau vive est situé dans la résidence Aigue-Flore (à l'origine « Aygues-Flor »), qui est depuis 1991 le siège de la mairie.

Il fut aménagé par Gilles Normand (dont les initiales « GN »sont encastrés dans le portail d'entrée en fer forgé) dans les années 1930. Gilles Normand aménagea également la bâtisse dans le style Art déco ; en particulier, l'ancienne salle à manger -actuellement salle de réceptions communale- qui présente un parquet composé d'essences différentes, des boiseries et une verrière en fer forgé.
- Château de La Falaise : ancienne demeure des seigneurs depuis 1513 lorsque Nicolas de Marle épousa Agnès de Nézel. Actuellement le domaine est la propriété de la ville de Puteaux.

L'ancien château féodal ayant subi un important incendie  celui a été reconstruit dans le style Renaissance en 1858 par un industriel , François Pinard. La construction est achevée en 1875. La toiture a été rasée en 1963 à la suite de nombreuses infiltrations endommageant l'édifice, les travaux de restauration trop important ne pouvant être financés. Le Château de La Falaise a servi de lieu de tournage pour le film Maison de retraite 2.
•  École des trois tilleuls : une fresque, réalisée en 2022, orne le mur de l'école communale.

### Héraldique
| Blason de La Falaise | Blason  | D'argent au chevron d'azur accompagné de trois aigles de gueules.                                                   |
| Blason de La Falaise | Détails | Ces armes sont celles de l'ancienne famille de Marle (XVe siècle). Le statut officiel du blason reste à déterminer. |